# Comunità montana Valle di Comino
La XIV Comunità montana Valle di Comino è una delle comunità montane del Lazio, sita nella Provincia di Frosinone, a ridosso Dell'Appennino abruzzese del parco nazionale d'Abruzzo, Lazio e Molise.

## Comuni
I 20 comuni che fanno parte della XIV Comunita' Montana sono:
- Acquafondata
- Alvito
- Atina
- Belmonte Castello
- Campoli Appennino
- Casalattico
- Casalvieri
- Fontechiari
- Gallinaro
- Pescosolido
- Picinisco
- Posta Fibreno
- San Donato Val di Comino
- San Biagio Saracinisco
- Settefrati
- Terelle
- Vallerotonda
- Vicalvi
- Villa Latina
- Viticuso